# Mike Ellis (Leichtathlet)
Mike Ellis (eigentlich Michael John Ellis; * 3. September 1936 in Bloomsbury, London Borough of Camden) ist ein ehemaliger britischer Hammerwerfer.
1958 wurde er Neunter bei den Leichtathletik-Europameisterschaften in Stockholm und siegte für England startend bei den British Empire and Commonwealth Games in Cardiff.
Bei den Olympischen Spielen 1960 in Rom kam er auf den 15. Platz.
Von 1957 bis 1960 wurde er viermal in Folge Englischer Meister. Seine persönliche Bestleistung von 64,95 m stellte er am 4. Juni 1959 in Loughborough auf.